# Austin Hamilton
Austin Hamilton (29 luglio 1997) è un velocista svedese.

## Palmarès
| Anno | Manifestazione    | Sede       | Evento      | Risultato  | Prestazione | Note                          |
| ---- | ----------------- | ---------- | ----------- | ---------- | ----------- | ----------------------------- |
| 2014 | Mondiali juniores | Eugene     | 100 m piani | Semifinale | 10"64       |                               |
| 2015 | Europei juniores  | Eskilstuna | 100 m piani | 5º         | 10"72       |                               |
| 2015 | Europei juniores  | Eskilstuna | 4×100 m     | Oro        | 39"73       |                               |
| 2016 | Mondiali under 20 | Bydgoszcz  | 100 m piani | Semifinale | 10"47       |                               |
| 2016 | Europei           | Amsterdam  | 4×100 m     | Batteria   | 39"37       |                               |
| 2017 | Europei indoor    | Belgrado   | 60 m piani  | Bronzo     | 6"63        | Miglior prestazione personale |
| 2017 | Europei under 23  | Bydgoszcz  | 100 m piani | 6º         | 10"40       |                               |
| 2017 | Europei under 23  | Bydgoszcz  | 4×100 m     | Batteria   | dnf         |                               |
| 2018 | Mondiali indoor   | Birmingham | 60 m piani  | Batteria   | 7"35        |                               |
| 2019 | Europei indoor    | Glasgow    | 60 m piani  | Semifinale | 6"75        |                               |
| 2019 | Europei under 23  | Gävle      | 100 m piani | 8º         | 14"70       |                               |